# ロベルト・アラモ
ロベルト・アラモ（スペイン語: Roberto Álamo, 1970年 - ）は、スペイン・マドリード出身の俳優。

## 経歴
1996年の映画デビュー以来、50本以上の映画に出演している。2011年にはペドロ・アルモドバル監督の『私が、生きる肌』に出演。2013年には『La gran familia española』の演技でゴヤ賞助演男優賞を受賞し、フェロス賞助演男優賞にノミネートされた。2016年には『ゴッド・セイブ・アス マドリード連続老女強姦殺人事件』の演技でゴヤ賞主演男優賞を受賞し、2017年のフェロス賞で主演男優賞を受賞した。2017年には『ゴッド・セイブ・アス マドリード連続老女強姦殺人事件』でフォルケ賞男優賞を受賞し、フォトグラマス・デ・プラータの映画男優賞にノミネートされた。

## 出演作品
- 2011年 『赤の銃士 狙われた王位とルイ14世の陰謀（スペイン語版）』 ※日本劇場未公開
- 2011年 『私が、生きる肌』
- 2013年 『La gran familia española』
- 2016年 『ゴッド・セイブ・アス マドリード連続老女強姦殺人事件』
- 2017年 『グレイハウンド（スペイン語版）』 ※日本劇場未公開